# Josefina Bakhita
Josefina Bakhita (en italianoː Giuseppina Bakhita le Baka) (1869, Darfur, Sudán - 8 de febrero de 1947 Schio, Italia) fue una religiosa sudanesa nacionalizada italiana. Es venerada como santa por la Iglesia católica el 8 de febrero, y se le nombró patrona de Sudán.

## Juventud
Nació alrededor del año 1869 en la región sudanesa occidental de Darfur; en el pueblo de Olgossa, al oeste de Nyala y cerca del monte Agilerei. Pertenecía al prestigioso pueblo Daju. Su bien respetado y razonablemente próspero padre era hermano del jefe del pueblo. Estaba rodeada por una familia cariñosa de tres hermanos y tres hermanas. Al ser raptada, olvida su nombre y la lengua que hablaba no era nada clara, siendo una mezcla de dialectos. Su infancia, no obstante, fue positiva. Como dice en su autobiografía: "Viví una vida muy feliz y despreocupada, sin saber qué era el sufrimiento".
En algún momento entre los siete y nueve años, fue secuestrada por los comerciantes árabes de esclavos, que ya habían secuestrado a su hermana mayor dos años antes. Fue cruelmente obligada a caminar descalza unos 960 kilómetros (600 millas) hasta El Obeid y ya fue vendida y comprada dos veces antes de llegar allí. En el transcurso de doce años (1877-1889) fue revendida nuevamente tres veces más y luego regalada. Se dice que el trauma de su secuestro le hizo olvidar su propio nombre, presentándose como la  llamaron sus captores, "Bakhita", que en árabe significa "afortunada" y que le habían puesto burlandose de su situación.

## Su vida como esclava
En El-Obeid, Bakhita fue adquirida por un importante jefe árabe como sirvienta de sus dos hijas; como les agradaba se portaban bien con ella. En una ocasión uno de los hijos varones de su amo, la acusó de haber roto un jarrón y esto hizo que el muchacho la golpeara  
Su cuarto dueño fue un general turco, y ella paso a formar parte del servicio de su mujer y su suegra. Estas eran terriblemente crueles con sus esclavos, lo que lleva a Bakhita a confesar en sus memorias que de todos los días que permaneció en aquella casa no recuerda uno de ellos sin que se le infligiera alguna herida. Ella misma narra uno de sus recuerdos más terroríficos: el día en el que, junto a otros esclavos, fue marcada mediante un proceso parecido a la escarificación y que se practica tradicionalmente en algunas regiones de Sudán. Este consistía en marcar sobre su piel patrones de líneas con harina blanca, mientras su ama la observaba con el látigo en la mano, que luego eran repasados con una cuchilla, dejando profundos surcos que luego rellenaba con sal para evitar que cicatrizaran. A Bakhita le realizaron un total de 114 dibujos sobre todo el cuerpo, menos en el rostro, ya que sus amas la consideraban bonita.
A finales de 1882, El-Obeid se convirtió en el blanco de amenazas y ataques por parte de los revolucionarios mahdistas por lo que el general turco se dispuso a hacer los preparativos para regresar a su país de origen, vendiendo a sus esclavos en el proceso. En 1883 Bakhita fue comprada en Jartum por el vicecónsul italiano Callisto Legnani, quien la trató con amabilidad y no la golpeó ni la castigó. Según cuenta en sus relatos, por primera vez recibió ropa para vestirse. Dos años más tarde, cuando el propio Legnani tuvo que regresar a Italia, Bakhita le rogó que le dejara ir con ellos.  A finales de 1884 escaparon de la sitiada Jartum con un amigo, Augusto Michieli. Viajaron un arriesgado viaje de 650 kilómetros (400 millas) en camello de regreso a Suakin, que era el puerto más grande de Sudán. En marzo de 1885 partieron de Suakin hacia Italia y llegaron al puerto de Génova en abril.
Allí los recibió la esposa de Augusto Michieli, la señora María Turina Michieli, que a ver a los sirvientes africanos pidió que le permitieran disponer de uno. Callisto Legnani cedió la propiedad de Bakhita a Turina Michieli. Los nuevos dueños de Bakhita la llevaron a su villa familiar en Zianigo, cerca de Mirano , Veneto, a unos 25 km (16 millas) al oeste de Venecia. Vivió allí durante tres años y se convirtió en niñera de Alice, la hija de Michieli, conocida como Mimmina, nacida en febrero de 1886. Bakhita y la niña Alice tenían un gran vínculo, pues la niñera velaba y cuidaba a la niña a todas horas. Cuando Alice era tan solo un bebé, Bakhita la salvó de ahogarse y desde entonces eran inseparables. Los Michielis llevaron a Bakhita con ellos a Sudán, donde permanecieron nueve meses antes de regresar a Italia.

## Conversión y votos de religiosa

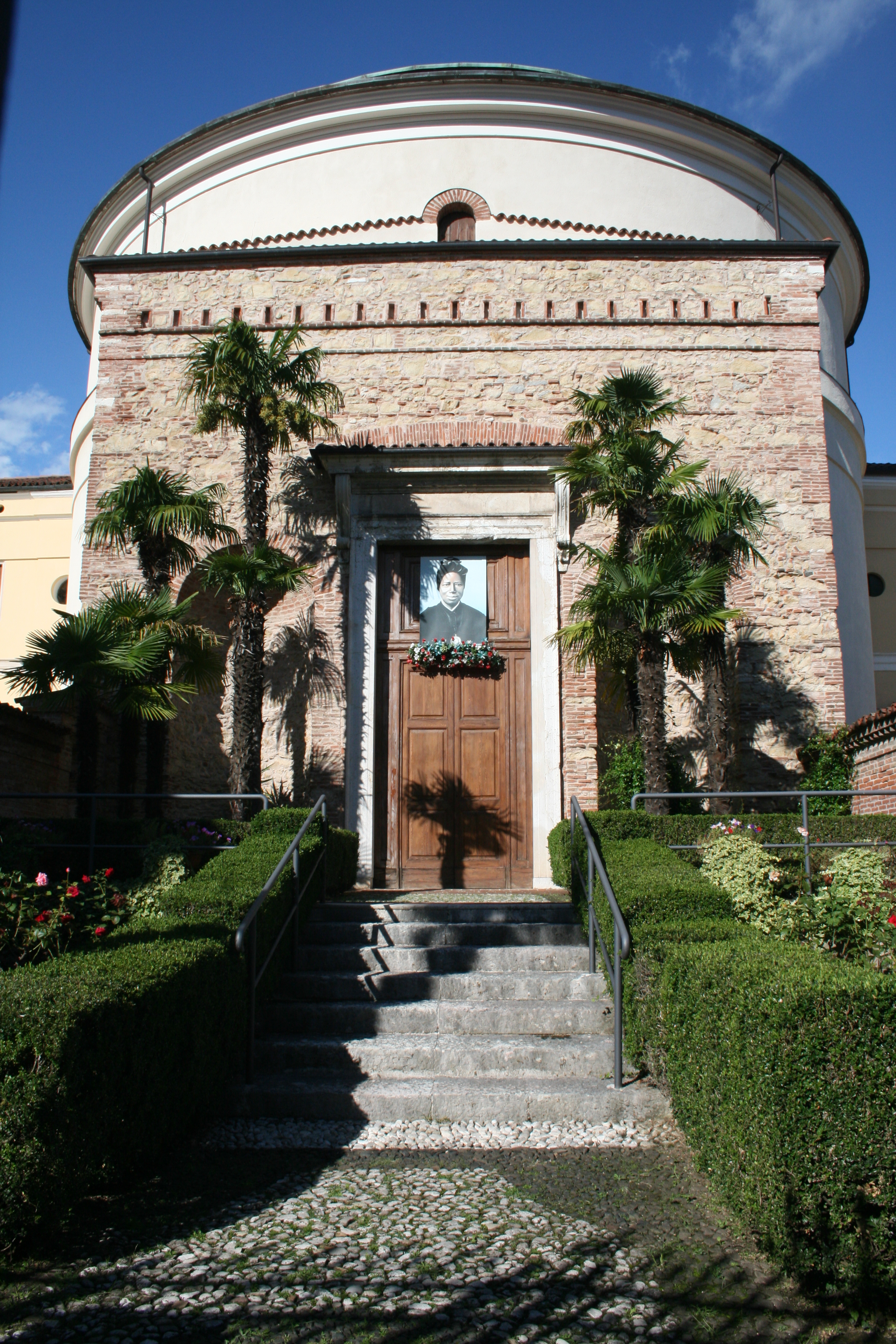
Iglesia de la Sagrada Familia, Schio

La ciudad de Suakin, en el mar Rojo, estaba sitiada, pero continuaba siendo territorio Anglo-Egipcio. Augusto Michieli adquirió un lujoso hotel en aquella ciudad y decidió vender todas sus propiedades en Italia y trasladarse a Sudán permanentemente con su familia. Vender la villa familiar tomó más tiempo del esperado por lo que a finales de 1888, la señora Turina Michieli, queriendo hacer una visita a su marido, viajó a Sudán a pesar de que la compraventa de tierras aún no estaba del todo cerrada. Dado que su anterior villa en Zianigo ya había sido vendida, Bakhita y Mimmina necesitaban un alojamiento temporal mientras Turina viajaba a Sudán sin ellas. Gracias al consejo del agente de negocios Illuminato Cecchini, el 28 de noviembre de 1888, Turina Michieli las dejó a cargo de las hermanas Canossianas en Venecia, (congregación fundada por Santa Magdalena de Canossa).[cita requerida]
Allí, mientras eran atendidas y cuidadas por las madres, Bakhita se encontró por primera vez con el cristianismo. En sus memorias se recoge lo agradecida que les estaba con estas palabras: “Aquellas santas madres me instruyeron con heroica paciencia y me introdujeron a Dios a quien, desde mi más tierna infancia, había sentido en mi corazón sin saber quién era Él”. El señor Illuminato Cecchini le regaló un crucifijo y le dijo que Jesús la amaba y que había dado su vida por ella. Bakhita sin saber bien porqué, guardaba con gran amor ese regalo.[cita requerida]
Cuando la señora de Michieli regresó para llevarse con ella a su hija a su criada de vuelta a Suakin, Bakhita se negó firmemente a acompañarla. Durante tres días,  Turina trató de convencerla e incluso apeló a la vía legal para llevársela, contactando con el fiscal del rey mientras que la superiora del Instituto de los candidatos al bautismo (catecumenado) al que asistía Bakhita se ponía a su vez en contacto con el cardenal de Venecia para ponerle al corriente de la situación en la que se encontraba su protegida.
El 29 de noviembre de 1889, un tribunal italiano dictaminó que, debido a que los británicos habían abolido la esclavitud  en Sudán mucho antes del nacimiento de Bakhita y porque la ley italiana nunca había reconocido la esclavitud como legal, Bakhita nunca había sido legalmente una esclava. Por primera vez en su vida, Bakhita tuvo control de su propio destino y lo primero que hizo fue tomar la decisión de permanecer con las Madres Canossianas.
El 9 de enero de 1890 fue bautizada con el nombre de Josefina Margarita Afortunada, que es la traducción latina del árabe Bakhita. El mismo día también recibió el sacramento de la confirmación y la santa comunión del arzobispo Giuseppe Sarto, el cardenal patriarca de Venecia, el futuro papa Pío X; y el 8 de diciembre de 1896, ingresó para la formación en la vida religiosa con las Hermanas Canossianas. 
En 1902 fue asignada a la comunidad canossiana de Schio, en el norte de Italia, en la provincia de Vicenza, donde permanecería el resto de su vida. Su estancia más larga en otro lugar fue entre 1932 y 1939, cuando se instaló en el Noviciado Misionero de Vimercate, en Milán, siendo invitada a  visitar otras comunidades de canossianas en Italia, hablando y compartiendo sus experiencias en África y ayudando a prepararse a hermanas más jóvenes para la vida y el trabajo allí. Un gran espíritu misionero la impulsó durante toda su vida puesto que “en su mente siempre estaba Dios y en su corazón, África”.
Durante los 42 años que permaneció en Schio, Bakhita hizo las labores de cocinera, sacristana y portera. Su gentileza, su voz calmada y su sempiterna sonrisa se hicieron famosas en Vincenza y sus habitantes comenzaron a llamarla Sor Moretta, que significa “hermanita morena”. Su especial carisma y su fama de santidad se fueron haciendo notar entre las miembros de la congregación.
Un joven estudiante le preguntó una vez a Bakhita: "¿Qué harías si te encontraras con tus captores?" Sin dudarlo ella respondió: "Si me encontrara con los que me secuestraron, e incluso con los que me torturaron, me arrodillaría y les besaría las manos. Porque si estas cosas no hubieran sucedido, no habría sido cristiana ni religiosa hoy".

## Muerte y santidad
Sus últimos años estuvieron marcados por el dolor y la enfermedad. Se movía en silla de ruedas pero sin perder el buen ánimo y cuando le preguntaban cómo se encontraba, ella contestaba: “Como el Señor desee”. En sus últimas horas, su mente volvía a recordar los años de esclavitud y a veces se la oía suplicar: “¡Las cadenas están muy apretadas, aflójalas un poco, por favor!”, aunque después de un rato volvía a recuperarse. Alguien le preguntó: "¿Cómo estás? Hoy es sábado", probablemente esperando que esto la alegrara porque el sábado es el día de la semana dedicado a la virgen María. Bakhita respondió: "Sí, estoy tan feliz: Nuestra Señora ... ¡Nuestra Señora!" Estas fueron sus últimas palabras audibles.
Murió en comunidad canossiana de Schio , en 1947, a la edad aproximada de 78 años.  Durante tres días, su cuerpo se expuso para que cientos de personas pudieran presentarle sus respetos. Sus restos mortales fueron transferidos a la Iglesia de la Sagrada Familia de la comunidad Canossiano de Schio en 1969.
Las peticiones para su canonización comenzaron de inmediato, y el proceso inició oficialmente con el Papa San Juan XXIII en 1959, solo doce años después de su muerte. El 1 de diciembre de 1978, el Papa San Juan Pablo II la declaró venerable, el primer paso hacia la canonización. El 17 de mayo de 1992 Bakhita fue declarada beata por el Papa San Juan Pablo II y se le concedió el 8 de febrero como día festivo. Su proceso de beatificación coincidió con el del fundador del Opus Dei, San Josemaría Escrivá. Ambos recibieron la beatificación en la Plaza de San Pedro (Roma). El 1 de octubre de 2000 fue canonizada como Santa Josefina Bakhita por el mismo Papa. Es venerada como una santa africana moderna y como una declaración contra la brutal historia de la esclavitud. Ha sido adoptada como la santa patrona de Sudán y de supervivientes de la trata de personas. Es conocida como "Hermana Universal", "título" que en la iglesia sólo había sido dado a San Francisco de Asís.
Desde el 2015, el Papa Francisco invita a toda la humanidad a mirar a esta santa y pedir por su intercesión que termine la trata de personas y a la vez que pide por cada una de las víctimas de esta forma de esclavitud actual.

## Repercusiones en la actualidad

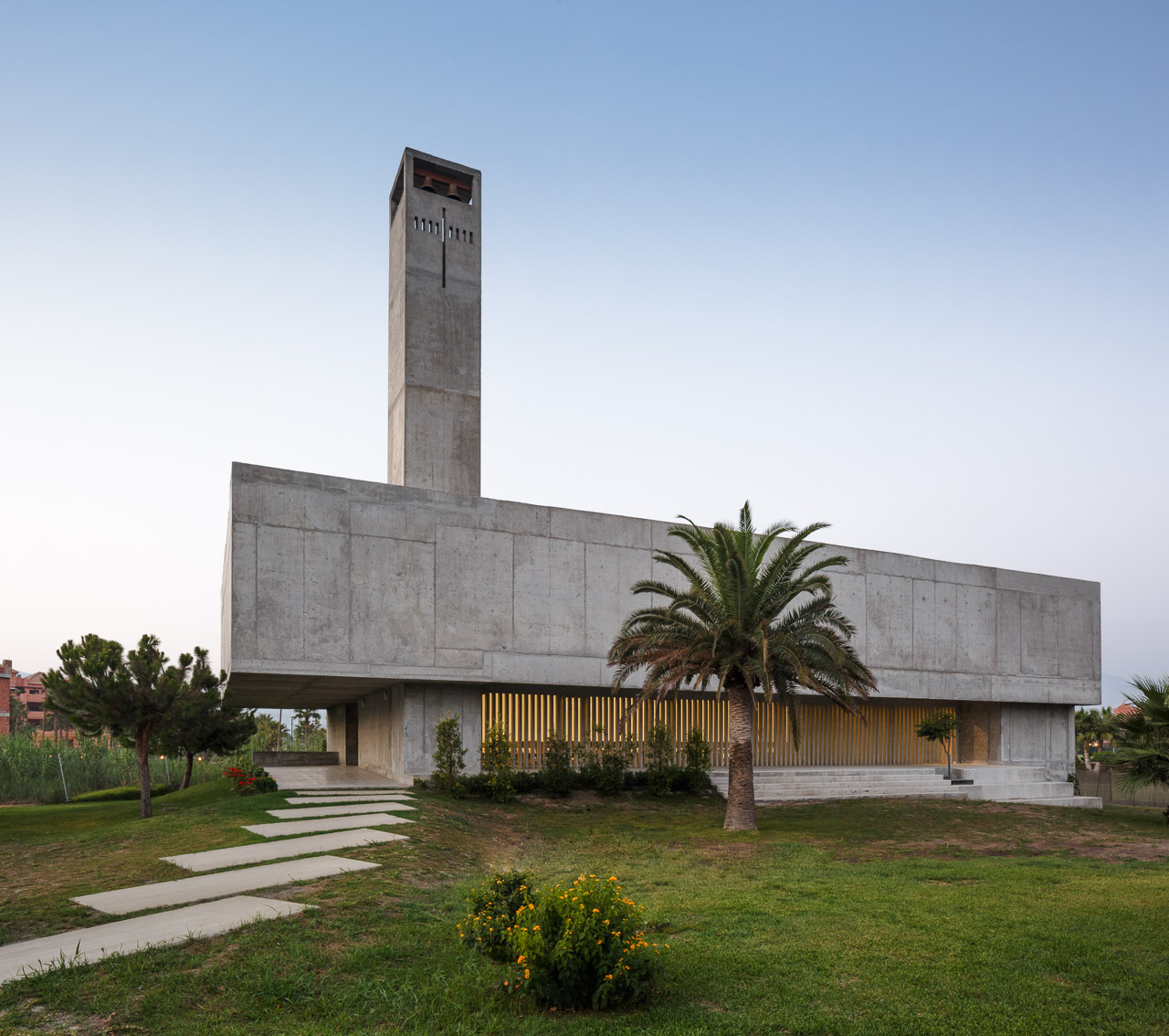
Iglesia de Santa Josefina Bakhita en Motril, España

El legado de Bakhita es que la transformación es posible a través del sufrimiento. Su historia de liberación de la esclavitud física también simboliza a todos aquellos que encuentran significado e inspiración en su vida para su propia liberación de la esclavitud espiritual. En mayo de 1992, Jartum prohibió la noticia de su beatificación, a la que el papa Juan Pablo II visitó personalmente sólo nueve meses después. El 10 de febrero de 1993, el papa Juan Pablo II honró solemnemente a Bakhita en su propia tierra. "¡Alégrate, toda África! Bakhita ha vuelto a ti. La hija de Sudán vendida como esclava como una mercancía viva y, sin embargo, sigue siendo libre. Libre con la libertad de los santos". El Papa, además, aprovechó para lanzar una crítica al gobernador sudanés, Omar Al Bashir, al que acusó de "criminal" y de estar matando a muchos civiles. 
El ejemplo de su vida fue usado por el papa Benedicto XVI en la encíclica Spe salvi para hablar de esperanza, en donde el papa expone en Bakhita una figura que, con todo en su contra, al descubrir el amor que Cristo le tenía, descubrió la esperanza "no sólo de encontrar dueños menos crueles sino la gran esperanza: yo soy definitivamente amada, suceda lo que suceda: esta gran Amor me espera" 
También el Papa Francisco la puso de ejemplo de santidad en sus últimos escritos. 
Actualmente, el día de la festividad de la santa también es el día mundial de oración y reflexión contra la trata de personas, siendo Santa Josefina Bakhita la patrona de estas víctimas.
Desde principios de siglo se han escrito gran cantidad de obras sobre ella. Algunos de los libros más característicos son los siguientes: "El Diario de Bakhita” (2014) de Pia Deromedi, "Josefina Bakhita, la esclava negra” (2015) de Carlos Ros Carballar, "La Esclava Indomable" (2019) de Hervé Roullet y “Bakhita” (2019) de Veronique Olmi.  
En el 2009, se produjo una película para televisión, llamada "Bakhita", interpretada por Fatou Kine Boye, y dirigida por el italiano Giacomo Campiotti.
Finalmente y como dato curioso, el tocado de religiosa canossiana que llevaba Bakhita (dicha congregación no usaba velo), hace recordar el turbante tradicional que alegremente usan algunas mujeres afrodescendientes.